# San Juan Huiloapan
San Juan Huiloapan är en ort i Mexiko.   Den ligger i kommunen Atzitzintla och delstaten Puebla, i den sydöstra delen av landet, 200 km öster om huvudstaden Mexico City. San Juan Huiloapan ligger 2 776 meter över havet och antalet invånare är 503.
Terrängen runt San Juan Huiloapan är kuperad åt nordväst, men åt sydost är den bergig. Runt San Juan Huiloapan är det ganska tätbefolkat, med 93 invånare per kvadratkilometer. Närmaste större samhälle är Orizaba, 19,6 km öster om San Juan Huiloapan. I omgivningarna runt San Juan Huiloapan växer huvudsakligen savannskog.